# 柏木ゆり
柏木 ゆり（かしわぎ ゆり、1987年12月31日- ）は、日本のAV女優。別名 前島京子、川上優紀。

## 略歴・エピソード
元看護師という触れ込みでAV界にデビュー。そのため看護師の役柄の作品が多い。
趣味はマラソン。

## 出演作品
（オムニバス編集作品を除く）
2011年
- 面接即採用。即デビュー！VOL.3美しすぎる現役看護師 （7/1 ムーディーズ）
- 素人酔った人妻に生中出し No21 （7/15 プラム）
- ジュポニカ学習帳VOL.13 （8/5 映天）
- ベロちゅー寸止め手コキ （8/19 SEX Agent）
- 「専業主婦」公的書類の職業欄は無職 （8/26 バルタン）
- 人妻の告白 淫乱M女のカミングアウト （9/7 桃太郎映像出版）
- 裏）手コキクリニック〜完全版〜 性交クリニック 妄想拡大スペシャル （9/8 SODクリエイト）
- 山の手 美人妻 前島京子25歳の章 （10/3 KIプランニング）
- 妻遊記04 （10/20 プレステージ）
- 現役ナース 柏木ゆりの告白 〜本当にあったいやらしい話 （10/20 ヒビノ）
- 手コキクリニック 暴発 口淫 童貞 主観230分スペシャル （11/5 SODクリエイト）
- 脅迫病棟 一度の過ちで墜ちてゆく白衣の天使 （11/13 溜池ゴロー）
- ウラギリ いいなり性奴隷人妻ゆり （11/12 プレステージ）
- すぐに破れるコンドーム （11/25 EROTICA）
- 性交クリニック ファン感謝祭240分スペシャル （12/8 SODクリエイト）
- 禁断介護 （12/15 グローリークエスト）
- 一日ホテル監禁 （12/19 ドクマ）
- 淫悪魔お姉さん 川上優紀 （12/19 KIプランニング）

2012年
- 家内のブラが浮いている （1/19 タカラ映像）
- ヌル撮オイルマッサージ （1/19 グローリークエスト ）
- オマンコしたがり女 （1/30 MARRIN）
- 人妻拷問アクメ 13 （3/13 ベイビーエンターチメント）
- 美脚・体液奴隷 （3/19 ドクマ）
- [NGD022]ビデオに出てない可愛い子と会ったその日に3発 （4/21 new girl）